# A Rush of Blood to the Head
A Rush of Blood to the Head је други студијски албум енглеске рок групе Coldplay. Издала га је издавачка кућа Parlophone 26. август 2002. у Уједињеном Краљевству, а сутрадан Capitol у Сједињеним Америчким Државама. Албум је стекао позитивне критике. Албум доноси мега хитове: The Scientist, Clocks, Politik, God Put A Smile Upon Your Face, Green Eyes, In My Place и Warning Sign. 

## Списак песама
Аутор(и) свих текстова и песама: Гај Бериман, Џони Бакланд, Вил Чемпион и Крис Мартин. 
| №               | Назив                          | Трајање |  |
| 1.              | Politik                        | 5:18    |  |
| 2.              | In My Place                    | 3:48    |  |
| 3.              | God Put a Smile upon Your Face | 4:57    |  |
| 4.              | The Scientist                  | 5:09    |  |
| 5.              | Clocks                         | 5:07    |  |
| 6.              | Daylight                       | 5:27    |  |
| 7.              | Green Eyes                     | 3:43    |  |
| 8.              | Warning Sign                   | 5:31    |  |
| 9.              | A Whisper                      | 4:02    |  |
| 10.             | A Rush of Blood to the Head    | 5:51    |  |
| 11.             | Amsterdam                      | 5:19    |  |
| Укупно трајање: | Укупно трајање:                | 54:08   |  |

## Особље
- Крис Мартин — главни вокал, клавир, акустична гитара, синтесајзер, ритам гитара
- Џони Бакланд — соло гитара, пратећи вокали, акустична гитара
- Гај Бериман — бас гитара
- Вил Чемпион — бубњеви, перкусије, пратећи вокали